# 小郡警察署
小郡警察署（おごおりけいさつしょ）は、福岡県警察が管轄する警察署の一つ。筑後地区に属する。

## 所在地
- 福岡県小郡市大板井234番地1

## 管轄区域
- 小郡市
- 三井郡大刀洗町

## 沿革
- 1876年（明治9年）5月 - 久留米警察署松崎屯所が創設（筑後国御原郡松崎町・現小郡市松崎）。

- 1877年（明治10年）2月25日 - 久留米警察署松崎分署が創設。
- 1886年（明治19年）7月12日 - 管轄区域が筑後国御原郡全域となる。
- 1886年（明治19年）12月28日 - 松崎警察署に昇格。御原郡全域と御井郡内28村を管轄。
- 1887年（明治20年）2月1日 - 今山村駐在所、横隈村駐在所、小板井村駐在所を設置。
- 1887年（明治20年）4月12日 - 上高橋村駐在所、富多村駐在所を設置。
- 1888年（明治21年）9月28日 - 金島村駐在所を設置。
- 1889年（明治22年）4月1日 - 本郷村駐在所を設置。
- 1948年（昭和23年）3月 - 警察法施行に伴い国家地方警察三井地区警察署と改称。
- 1954年（昭和29年）7月 - 警察法改正で福岡県県警察発足により名称を福岡県北野警察署と変更。
- 1967年（昭和42年）4月1日 - 三井郡善導寺町が久留米市に編入。同町域を久留米警察署に編入。
- 1990年（平成2年）10月 - 現在地に鉄筋三階建ての現庁舎を新築、移転。福岡県小郡警察署と改称。
- 2010年（平成22年）4月1日 - 福岡県警察署再編により、久留米市旧北野町域を久留米警察署に移管[1]。

## 交番
- 三国交番（小郡市三沢）
- 駅前交番（小郡市祇園）
- 大刀洗交番（三井郡大刀洗町本郷）

## 駐在所
- 干潟駐在所（小郡市干潟）
- 松崎駐在所（小郡市上岩田）
- 味坂駐在所（小郡市上西鯵坂）